# Zisterzienserabtei Boneffe

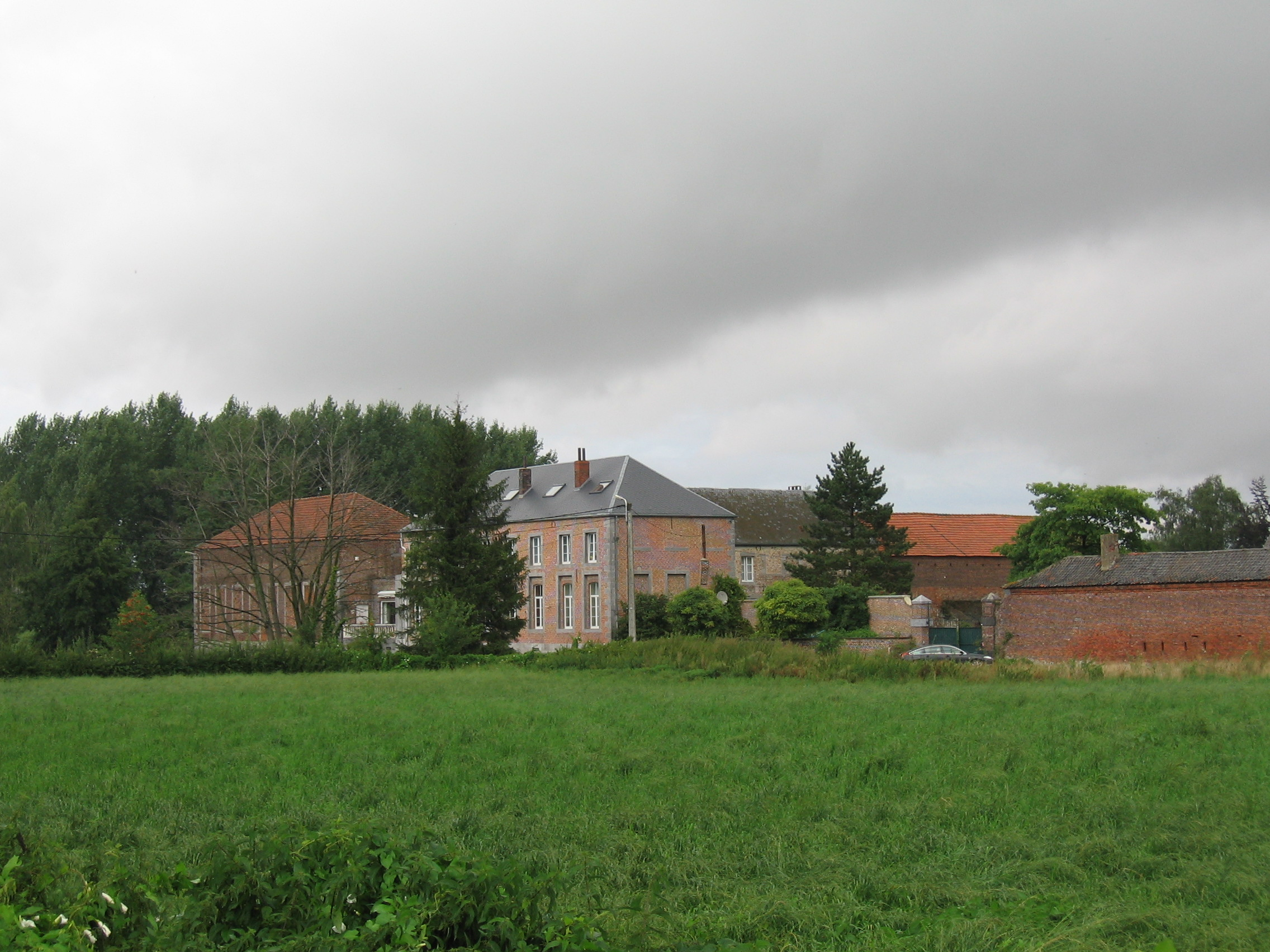
Zisterzienserabtei Boneffe

Die Zisterzienserabtei Boneffe war von 1227 bis 1461 ein Kloster der Zisterzienserinnen und von 1461 bis 1797 der Zisterzienser in Boneffe, Éghezée, Provinz Namur, Bistum Namur, in Belgien. 

## Geschichte
Mönche der Zisterzienserabtei Moulins und der Zisterzienserabtei Le Jardinet besiedelten 1461 das bis dahin als Nonnenkloster existierende Kloster Boneffe 20 Kilometer nördlich Namur am Fluss Mehaigne (Janauschek Nummer 717, Filiation  26.3). Im Zuge der Französischen Revolution wurde das Kloster aufgelöst und abgebaut. Die wenigen Reste sind heute unzugänglich. Der letzte Abt war ab 1776 Simon Gabriel (1741–1805). Der letzte überlebende Mönch, Jérôme Minsart († 1837), half ab 1822 bei der Wiederbesiedelung der Zisterzienserinnenabtei Colen mit und war zuletzt Pfarrer der Kirche Saint-Loup in Namur. Eine Brauerei in Tubize nennt eine ihrer Biersorten „Abbaye de Boneffe“ (Abtei Boneffe).